# Buck Meadows
Buck Meadows es un lugar designado por el censo ubicado en el condado de Mariposa en el estado estadounidense de California. En el año 2010 tenía una población de 31 habitantes.

## Geografía
Buck Meadows se encuentra ubicado en las coordenadas 37°48′44″N 120°3′56″O / 37.81222, -120.06556.